# Antonio Blanco
Antonio Blanco Conde (Montalbán, 23 juli 2000)  is een Spaans voetballer die door Real Madrid wordt verhuurd aan Deportivo Alavés.

## Clubcarrière

### Jeugd
Blanco genoot zijn jeugdopleiding bij Montalbán en Seneca, alvorens in 2013 toe te treden tot de jeugdopleiding van Real Madrid. Daar werd hij geregeld vergeleken met Luka Modrić. In oktober nam de Britse krant The Guardian hem op in de lijst van 60 grootste voetbaltalenten geboren in het jaar 2000.
In 2019 stroomde hij door naar Real Madrid Castilla, het beloftenelftal van de club in de Segunda División B. Een jaar later won hij onder trainer Raúl González Blanco de UEFA Youth League met de U19 van Real Madrid. In de finale tegen SL Benfica, die Real Madrid met 2-3 won, stond Blanco de hele wedstrijd op het veld.

### Real Madrid
Op 18 april 2021 maakte hij zijn officiële debuut in het eerste elftal van de club: in de competitiewedstrijd tegen Getafe CF (0-0) viel hij in de 65e minuut in voor Rodrygo Goes. Drie dagen later kreeg hij een basisplaats in de competitiewedstrijd tegen Cádiz CF, die Real Madrid met 0-3 won. Blanco speelde in zijn debuutseizoen vier officiële wedstrijden in het eerste elftal. In het seizoen 2021/22 kwam hij minder aan spelen toe: in de competitie speelde hij een half uur mee tegen RCD Mallorca, in de Champions League liet trainer Carlo Ancelotti hem in de vijfde groepswedstrijd tegen Sheriff Tiraspol (0-3-winst) in de 84e minuut invallen voor Casemiro.

## Clubstatistieken
| Seizoen         | Club                 | Land            | Competitie            | Competitie | Competitie | Beker | Beker | Supercup | Supercup | Europees | Europees | Totaal | Totaal |
| Seizoen         | Club                 | Land            | Competitie            | Wed.       | Dlp.       | Wed.  | Dlp.  | Wed.     | Dlp.     | Wed.     | Dlp.     | Wed.   | Dlp.   |
| --------------- | -------------------- | --------------- | --------------------- | ---------- | ---------- | ----- | ----- | -------- | -------- | -------- | -------- | ------ | ------ |
| 2019/20         | Real Madrid Castilla | Vlag van Spanje | Segunda División B    | 23         | 1          | —     | —     | —        | —        | —        | —        | 23     | 1      |
| 2020/21         | Real Madrid Castilla | Vlag van Spanje | Segunda División B    | 19         | 0          | —     | —     | —        | —        | —        | —        | 19     | 0      |
| 2020/21         | Real Madrid          | Vlag van Spanje | Primera División      | 4          | 0          | 0     | 0     | 0        | 0        | 0        | 0        | 4      | 0      |
| 2021/22         | Real Madrid Castilla | Vlag van Spanje | Primera División RFEF | 22         | 1          | —     | —     | —        | —        | —        | —        | 22     | 1      |
| 2021/22         | Real Madrid          | Vlag van Spanje | Primera División      | 1          | 0          | 0     | 0     | 0        | 0        | 1        | 0        | 2      | 0      |
| 2022/23         | → Cádiz CF           | Vlag van Spanje | Primera División      | 3          | 0          | 1     | 0     | —        | —        | —        | —        | 4      | 0      |
| 2022/23         | → Deportivo Alavés   | Vlag van Spanje | Primera División      | 0          | 0          | 0     | 0     | —        | —        | —        | —        | 0      | 0      |
| Carrière totaal | Carrière totaal      | Carrière totaal | Carrière totaal       | 72         | 2          | 1     | 0     | 0        | 0        | 1        | 0        | 74     | 2      |

Bijgewerkt op 13 januari 2023.

## Interlandcarrière
Blanco won met de U17 van Spanje in 2017 het EK onder 17 in Kroatië. Blanco speelde in dat toernooi in alle wedstrijden mee en scoorde in de derde groepswedstrijd tegen gastland Kroatië, nota bene de enige wedstrijd waarin hij geen basisplaats had. Door dat doelpunt herstelde Spanje zijn achterstand en eindigde de wedstrijd op 1-1, waardoor de Spanjaarden groepswinnaar werden. Later dat jaar nam hij met Spanje ook deel aan het WK onder 17 in India. Spanje verloor darin de finale van Engeland. Blanco miste op dat toernooi enkel de eerste groepswedstrijd tegen Brazilië.
In 2019 won Blanco met de U19 van Spanje het EK onder 19 in Armenië. Blanco speelde mee in alle groepswedstrijden en in de finale tegen Portugal. De halve finale tegen Frankrijk moest hij missen wegens geelgeschorst.
In mei 2021 werd hij in extremis opgeroepen bij Spanje –21 om de coronapositieve Jon Moncayola te vervangen tijdens de tweede fase van het EK onder 21. Blanco kwam in de wedstrijden tegen Kroatië –21 en Portugal –21 niet van de bank. Op 8 juni 2021 maakte hij zijn interlanddebuut voor Spanje toen het eerste elftal niet in actie kon komen tegen Litouwen na de positieve coronatest van Sergio Busquets maar de RFEF toch zijn sportieve plicht wilde vervullen. Spanje won de ongewone interland met 4-0, Blanco viel in de 53e minuut in voor Martín Zubimendi.

## Erelijst
| Competitie            |                 |                 |                 |                 |
| Competitie            | Aantal          | Jaren           |                 |                 |
| Real Madrid –19       | Real Madrid –19 | Real Madrid –19 | Real Madrid –19 | Real Madrid –19 |
| --------------------- | --------------- | --------------- | --------------- | --------------- |
| UEFA Youth League     | 1x              | 2019/20         |                 |                 |
| Spanje –17            |                 |                 |                 |                 |
| Europees kampioen –17 | 1x              | 2017            |                 |                 |
| Europees kampioen –19 | 1x              | 2019            |                 |                 |

1 Courtois ·
2 Carvajal  ·
3 Militão ·
4 Alaba ·
5 Bellingham ·
6 Camavinga ·
7 Vinícius ·
8 Valverde ·
9 Mbappé ·
10 Modrić ·
11 Rodrygo ·
13 Lunin ·
14 Tchouaméni ·
15 Güler ·
16 Endrick ·
17 Vázquez ·
18 Vallejo ·
19 Ceballos ·
20 García ·
21 Díaz ·
22 Rüdiger ·
23 Mendy ·
Coach: C. Ancelotti
Assistent-trainer: D. Ancelotti